# Берлин, Лев Абрамович
Лев Абрамович Берлин (1920, Миргород, Полтавская губерния — 24 октября 1960, Байконур, Кзыл-Ординская область) — советский конструктор, кандидат технических наук, заместитель главного конструктора ОКБ-586, лауреат Ленинской премии (1960). Погиб при аварии ракеты на Байконуре.

## Биография
Родился в украинском Миргороде.
Учился в школах Никополя и Днепропетровска, а затем в Днепропетровском институте инженеров транспорта.
Участвовал в Великой Отечественной войне. В 1944 вступил в КПСС.
В ноябре 1946 демобилизован, сразу после этого поступил в Киевский политехнический институт, который затем окончил с отличием. Работал конструктором на Днепропетровском автомобильном заводе. С 1950 — старший конструктор.
Был одним из главных разработчиков автомобиля-амфибии ДАЗ-485 (армейский индекс БАВ), созданного по образцу американского.
После того, как Днепропетровский автомобильный завод был выбран для изготовления ракет Р-1, Лев Абрамович Берлин стал старшим инженером в Особом конструкторском бюро (ОКБ-586). С 1952 года он был назначен Начальником конструкторского (ракетного) отдела № 301, а в 1953 году получил должность заместителя Главного конструктора по конструкции ракет.
Под руководством С. П. Королёва Берлин успешно занимался разработкой, испытанием и наладкой промышленного производства нескольких советских ракет. Он был представлен к присвоению учёной степени кандидата технических наук без защиты диссертации за совокупность работ.
24 октября 1960 года погиб во время катастрофы на Байконуре.
Похоронен в Украине в Днепропетровске (ныне Днепр). Рядом похоронены погибшие вместе с Берлином сотрудники ОКБ-586.
Дочь Наталия (1948-2024), кандидат технических наук, проживала в Москве.

## Награды
- орден Ленина
- орден Трудового Красного Знамени.
- орден Красной Звезды
- медаль «За боевые заслуги»
- медали: «За победу над Германией в Великой Отечественной войне 1941—1945 годов» (09.05.1945), «За взятие Будапешта» (09.06.1945), «За взятие Вены» (09.06.1945), «За освобождение Белграда» (09.06.1945).
- Ленинская премия в области науки техники в составе коллектива разработчиков.